# Silnice II/603
Silnice II/603 je silnice druhé třídy ve Středočeském a Jihočeském kraji. Zahrnuje úseky, po kterých dříve vedla státní silnice I/3 Praha–České Budějovice: z hranic Prahy do Poříčí nad Sázavou, Mezno-Veselí nad Lužnicí a Ševětín–Borek. Souhrnná délka těchto úseků byla roku 2017 asi 87,5 km, s postupem výstavby dálnice D3 se součástí II/603 mají stát další úseky dnešní I/3. Úseku mezi Prahou a napojením na silnici I/3 před Benešovem se také říká Stará benešovská a původně byla součástí Vídeňská silnice.

## Průběh silnice
Silnice II/603 navazuje na pražskou Vídeňskou vedoucí z Krče přes Kunratice směr Benešov. Vede přes Vestec, Jesenici, Kamenici a Nespeky a končí obcí Poříčí n. Sázavou. Před Poříčím přechází kamenným mostem Sázavu, v centru obce odbočeuje silnice II/109 a po překonání Konopišťského potoka se u obce Mrač napojuje na současnou silnici I/3. Délka tohoto úseku je 23,187 km. Bývá označován jako „stará benešovská“, neboť tudy vedl hlavní tah z Prahy na Benešov před jeho převedením na dálnici D1. Zejména úsek do Kamenice je intenzivně využíván pro příměstskou osobní dopravu a trpí přetížením.
Další úseky mají povahu doprovodných komunikací podél I/3 nebo D3. Například Mezno u Lažan - Sudoměřice - Tábor nebo Veselí Nad Lužnicí - Ševětín - České Budějovice (ul. Pražská)

## Související silnice III. třídy
Číslování silnic vychází z doby, kdy byla silnice ještě vedena jako I/3.
- III/0031 hranice Prahy - Dolní Břežany, křížení s III/00314 - křížení s II/603, celková délka 1,499 km
- III/0032 hranice Prahy - Rozkoš - křížení s III/0037 - Dobřejovice, křížení s III/00316 - křížení s III/00311 (4,162)
- III/0033 hranice Prahy (Praha-Hrnčíře) - křížení s III/10114 - Zdiměřice - Kocanda, křížení s II/101 (3,170)
- III/0037 hranice Prahy (Praha-Újezd) - Průhonice, křížení s III/0039 - křížení s III/0032 (1,982)
- III/0039 Průhonice, křížení s III/0037 - křížení a peáž s III/00310 - nadjezd D1 - Čestlice - hranice Prahy (4,002)
- III/00310 hranice Prahy, MÚK s D1 (Exit 6)- Průhonice, křížení s III/0039 (0,898)
- III/00311 hranice Prahy - Čestlice, křížení a peáž s III/0039 - křížení s III/00312 - nadjezd D1 - Dobřejovice, křížení s III/00316 - křížení s II/101 - Modletice, křížení s III/00318 (5,780)
- III/00312 Čestlice, křížení s III/0311 - Nupaky, křížení s III/3338 - Kuří, křížení a peáž s III/00313 - křížení s II/101 - Říčany, křížení s III/00322, III/3339, III/33312 a II/107 (6,162)
- III/00313 křížení s II/101 - Kuří, peáž s III/00312 - hranice Prahy (2,966)
- III/00314 Hodkovice, křížení s III/10114 - Dolní Břežany, křížení s III/0031 (1,791)
- III/00315 křížení s II/603 a III/00326 - Sulice - Nechánice - křížení s III/10113 - křížení s II/105 - Libeř, křížení s III/1051 - křížení s III/10114 - Dolní Břežany, křížení s II/101 (13,259)
- III/00316 křížení s II/101 a III/00317 - Dobřejovice, křížení s III/00311 (0,724)
- III/00317 křížení s II/101 a III/00316 - Herink (1,258)
- III/00318 křížení s II/603 - Radějovice - křížení s III/00326 - Herink, křížení s III/00317 - křížení s III/00319 - Modletice, křížení s III/00311 - křížení s III/00320 - Doubravice, křížení s III/00325 a II/101 MÚK s D1 (Exit 11) (7,340)
- III/00318a Krabošice, spojka II/101 - III/00323 - II/101 (0,529)
- III/00319 Herink, křížení s III/00318 - Popovičky, křížení s III/00320 (1,736)
- III/00320 Modletice, křížení s III/00318 - Popovičky, křížení s III/00319 - Chomutovice - Nebřenice - Radimovice - Petříkov, křížení s III/00326a - křížení s II/107 (6,350)
- III/00322 Voděrádky, křížení s III/00323 - Říčany, křížení s III/00312 (1,765)
- III/00323 Krabšice, křížení s III/00318a - podjezd II/101 - Voděrádky, křížení s III/00322 - Jažlovice, křížení s III/00325 - nadjezd D1 - Předboř - Kašovice - křížení s II/107 (5,937)
- III/00324 Otice, křížení s III/00325 - Všechromy, křížení s II/107 (2,098)
- III/00325 křížení s III/00318 a II/101 MÚK s D1 (Exit 11) - podjezd pod D1 - Jažlovice, křížení s III/00323 - Otice, křížení s III/00324 - Světice, křížení s II/107 (4,136)
- III/00326 křížení s III/00318 - Olešky - Čenětice - Křížkový Újezdec, křížení s III/00326a - křížení s II/603 a III/00315 (4,007)
- III/00326a Křížkový Újezdec, křížení s III/00326 - Petříkov, křížení s III/00320 (2,600)
- III/00345 odbočka z II/603 - Nasavrky - Radimovice u Tábora (1,200)
- III/00352 Veselí nad Lužnicí, křížení s II/147 - Val (6,354)
- III/00353 Val - Hamr (0,997)